# Kompleks Pamięci Bohaterów Ukrainy
Kompleks Pamięci Bohaterów Ukrainy (ukr. Меморіальний комплекс Героїв України) – cmentarz-pomnik żołnierzy Sił Zbrojnych Ukrainy znajdujący się na północ od Cmentarza Łyczakowskiego na granicy Parku Łyczakowskiego i Pohulanki, obok starego radzieckiego cmentarza wojennego na Polu Marsowym.

## Historia
Po wybuchu wojny w Donbasie w 2014 roku na Cmentarzu Łyczakowskim w kwaterze żołnierzy Ukraińskiej Armii Halickiej (bezpośrednio przy Cmentarzu Orląt Lwowskich) zaczęto grzebać ukraińskich żołnierzy poległych w walkach na wschodzie kraju. Z powodu wyczerpania miejsc, wczesną wiosną 2022 roku, po rozpoczęciu rosyjskiej inwazji, podjęto decyzję o prowadzeniu dalszych pochówków żołnierzy poległych w obronie kraju obok starego cmentarza wojennego na Polu Marsowym.
20 maja 2022 roku na posiedzeniu Komitetu Wykonawczego Rady Miejskiej Lwowa podjęto decyzję o przeprowadzeniu konkursu architektonicznego na najlepszą propozycję projektu Kompleksu Pamięci Bohaterów Ukrainy przy ul. Miecznikowa, na którym zaplanowano pochówki wojskowe, park-skwer pamięci Bohaterów i plac dla uroczystości patriotycznych.